# Dirichletreihe
Dirichletreihen, benannt nach Peter Gustav Lejeune Dirichlet, sind Reihen, die in der analytischen Zahlentheorie verwendet werden, um zahlentheoretische Funktionen mit Methoden aus der Analysis, insbesondere der Funktionentheorie, zu untersuchen. Viele offene zahlentheoretische Fragestellungen sind durch diesen Zusammenhang einer „Näherungslösung“ (durch Abschätzungen) zugänglich geworden, etwa Fragen nach der Verteilung von Primzahlen.
Konvergente Dirichletreihen sind als analytische Funktionen auch losgelöst von zahlentheoretischen Problemen als Untersuchungsgegenstand interessant, da sie in engem Zusammenhang mit Potenzreihen stehen und eine ähnlich „natürliche“ Darstellung von analytischen Funktionen erlauben.

## Definition und formale Eigenschaften
Eine Dirichletreihe ist eine Reihe der Form
{\displaystyle F(s)=\sum _{n=1}^{\infty }{\frac {f(n)}{n^{s}}},}
mit {\displaystyle s=\sigma +it\in \mathbb {C} .}
Diese Reihe konvergiert absolut für gewisse Koeffizientenfolgen {\displaystyle f(n)} und komplexe Zahlen {\displaystyle s}. Das Produkt von zwei solchen absolut konvergenten Dirichletreihen ist wieder eine absolut konvergente Dirichletreihe, die Koeffizienten ergeben sich durch Faltung der Koeffizientenfolgen als zahlentheoretische Funktionen. Damit entspricht die Multiplikation von absolut konvergenten Dirichletreihen der Faltung ihrer Koeffizienten.
Gelegentlich findet man in der Literatur (etwa bei Zagier) auch die allgemeinere Definition
{\displaystyle F(s)=\sum _{n=1}^{\infty }f(n)e^{-\lambda _{n}s},} mit {\displaystyle \lambda _{1}\leq \lambda _{2}\leq \lambda _{3}\dots \rightarrow \infty .}
Mit {\displaystyle \lambda _{n}=\log n} ergibt dies wieder die erste Definition, mit
{\displaystyle \lambda _{n}=n} erhält man
{\displaystyle F(s)=\sum _{n=1}^{\infty }f(n)e^{-ns}=\sum _{n=1}^{\infty }f(n)z^{n}} mit {\displaystyle z=e^{-s}},
also eine gewöhnliche Potenzreihe.
Der Raum der formalen Dirichletreihen wird mit einer Multiplikation versehen, indem man die für absolut konvergente Reihen gültige Multiplikationsregel auf beliebige (auch nichtkonvergente) Dirichletreihen überträgt (zu dieser Konstruktion vergleiche auch die analoge Begriffsbildung formale Potenzreihe).
Dadurch wird der Raum der formalen Dirichletreihen mit der punktweisen Addition, der Skalarmultiplikation und der Faltung isomorph (als Ring und Algebra) zu den zahlentheoretischen Funktionen und erbt alle Struktureigenschaften dieses Raumes.
Der Isomorphismus ordnet jeder zahlentheoretischen Funktion {\displaystyle f(n)} die formale Dirichletreihe zu, deren Koeffizientenfolge sie ist. Diese Dirichletreihe {\displaystyle F(s)} heißt dann die von {\displaystyle f(n)} erzeugte Dirichletreihe.

## Identitätssatz
Stimmen zwei gewöhnliche Dirichletreihen {\displaystyle \textstyle F(s)=\sum a(n)/n^{s}} und {\displaystyle \textstyle G(s)=\sum b(n)/n^{s}}, die beide auf einer Halbebene {\displaystyle H} konvergieren, auf einer nicht-leeren offenen Teilmenge {\displaystyle U\subset H} überein, so folgt bereits, dass sie auf ganz {\displaystyle H} identisch sind und alle ihre Koeffizienten exakt übereinstimmen. Es gilt dann also {\displaystyle F=G} und {\displaystyle a(n)=b(n)} für alle {\displaystyle n\in \mathbb {N} }.

## Konvergente Dirichletreihen
Zu jeder Dirichletreihe, die irgendwo, aber nicht überall konvergiert, existiert eine reelle Zahl {\displaystyle \sigma _{0}}, so dass die Reihe in der Halbebene {\displaystyle \operatorname {Re} (s)>\sigma _{0}} konvergiert ({\displaystyle \operatorname {Re} (s)} ist der Realteil von {\displaystyle s}) und in der Halbebene {\displaystyle \operatorname {Re} (s)<\sigma _{0}} divergiert. Über das Verhalten auf der Geraden {\displaystyle \operatorname {Re} (s)=\sigma _{0}} lässt sich keine allgemeine Aussage machen. Falls die Dirichletreihe überall bzw. nirgends konvergiert, wird {\displaystyle \sigma _{0}=-\infty } bzw. {\displaystyle \sigma _{0}=\infty } gesetzt und man nennt in allen Fällen {\displaystyle \sigma _{0}\in [-\infty ,\infty ]} die Konvergenzabszisse der Dirichletreihe.
Ähnlich, wie man im Falle von Potenzreihen den Konvergenzradius berechnen kann, kann man auch im Falle von Dirichletreihen die Konvergenzabszisse mit einem Limes superior aus ihrer Koeffizientenfolge bestimmen, es gilt:
Ist {\displaystyle \textstyle \sum _{n=1}^{\infty }f(n)} divergent, so ist
{\displaystyle \sigma _{0}=\limsup _{N\rightarrow \infty }{\frac {\log(|f(1)+\ldots +f(N)|)}{\log N}}}.
Ist hingegen {\displaystyle \textstyle \sum _{n=1}^{\infty }f(n)} konvergent, so ist
{\displaystyle \sigma _{0}=\limsup _{N\rightarrow \infty }{\frac {\log {(|\sum _{n=N}^{\infty }f(n)|)}}{\log {N}}}}.

### Analytische Eigenschaften
In ihrer Konvergenzhalbebene {\displaystyle \operatorname {Re} (s)>\sigma _{0}} ist die Dirichletreihe kompakt konvergent und stellt dort eine holomorphe Funktion {\displaystyle F(s)} dar.
Die Ableitungen der so bestimmten holomorphen Funktion {\displaystyle F} können durch gliedweise Differentiation gewonnen werden. Ihre {\displaystyle k}-te Ableitung ist die Dirichletreihe
{\displaystyle F^{(k)}(s)=(-1)^{k}\sum _{n=1}^{\infty }{\frac {f(n)\cdot (\log n)^{k}}{n^{s}}}}.

## Eulerprodukte
Dirichletreihen mit multiplikativen zahlentheoretischen Funktionen als Koeffizienten lassen sich als Eulerprodukt darstellen. Ist {\displaystyle f(n)} eine multiplikative zahlentheoretische
Funktion und konvergiert die von ihr erzeugte Dirichletreihe {\displaystyle F(s)} für die komplexe Zahl {\displaystyle s} absolut, dann gilt
{\displaystyle F(s)=\prod _{p{\text{ prim}}}\sum _{k=0}^{\infty }{\frac {f(p^{k})}{p^{ks}}}}.
Im Falle einer vollständig multiplikativen Funktion vereinfacht sich dieses Produkt zu
{\displaystyle F(s)=\prod _{p{\text{ prim}}}{\frac {1}{1-f(p)p^{-s}}}}.
Diese unendlichen Produkte über alle Primzahlen heißen Eulerprodukte. Der Wert dieser Produkte ist definiert als Grenzwert
{\displaystyle \lim _{N\to \infty }P_{N}} der Folge endlicher Produkte {\displaystyle P_{N}}, die entsteht, indem man das Produkt nur auf Primzahlen unterhalb einer Schranke {\displaystyle N} erstreckt.

## Wichtige Dirichletreihen

### Riemannsche ζ-Funktion
Die berühmteste Dirichletreihe ist die Riemannsche ζ-Funktion:
{\displaystyle \zeta (s)=\sum _{n=1}^{\infty }{\frac {1}{n^{s}}}=1+{\frac {1}{2^{s}}}+{\frac {1}{3^{s}}}+{\frac {1}{4^{s}}}+\cdots }.
Sie wird von der zahlentheoretischen 1-Funktion {\displaystyle I^{0}} (mit {\displaystyle I^{0}(n)=1} für alle {\displaystyle n}) erzeugt.
Da diese Funktion vollständig multiplikativ ist, hat die Zeta-Funktion die Eulerproduktdarstellung
{\displaystyle \sum _{n=1}^{\infty }{\frac {1}{n^{s}}}=\prod _{p{\text{ prim}}}{\frac {1}{1-p^{-s}}}.}

### Dirichletreihe der Teilerfunktion
Die Teilerfunktion (auch genauer Teileranzahlfunktion) {\displaystyle d(n)}, die einer natürlichen Zahl {\displaystyle n} die Anzahl ihrer positiven Teiler zuordnet, ist das „Faltungsquadrat“ der 1-Funktion.
{\displaystyle d(n)=\sum _{d|n}1=(I^{0}*I^{0})(n)},
die ihr zugeordnete Dirichletreihe ist also das Quadrat der Zetafunktion:
{\displaystyle \sum _{n=1}^{\infty }{\frac {d(n)}{n^{s}}}=\zeta ^{2}(s)}.

### Dirichletreihe der Möbiusfunktion
Die Möbiusfunktion {\displaystyle \mu (n)} ist multiplikativ mit {\displaystyle \mu (p^{k})=0} für {\displaystyle k>1}. Also hat die von ihr erzeugte Dirichletreihe {\displaystyle M(s)} das Eulerprodukt
{\displaystyle M(s)=\sum _{n=1}^{\infty }{\frac {\mu (n)}{n^{s}}}=\prod _{p{\text{ prim}}}(1-p^{-s})={\frac {1}{\zeta (s)}}}.
Die Relation {\displaystyle M(s)\cdot \zeta (s)=1} überträgt sich auf die zugehörigen zahlentheoretischen Funktionen und bedeutet dort:
{\displaystyle \mu *I^{0}(n)=\sum _{d|n}\mu (d)={\begin{cases}1&{\text{falls}}\ n=1\\0&{\text{sonst}}\end{cases}}}.

### Dirichletsche L-Reihen
Die ebenfalls von Dirichlet eingeführten L-Reihen
{\displaystyle L(s,\chi )=\sum _{n=1}^{\infty }{\frac {\chi (n)}{n^{s}}}}
werden von einem Dirichlet-Charakter {\displaystyle \chi } erzeugt. Diese Reihen spielen eine wichtige Rolle beim Beweis des Dirichletschen Satzes über die Existenz unendlich vieler Primzahlen in arithmetischen Progressionen.
Da Dirichletcharaktere vollständig multiplikativ sind, kann man die L-Reihen als Eulerprodukte darstellen:
{\displaystyle L(s,\chi )=\prod _{p{\text{ prim}}}{\frac {1}{1-\chi (p)p^{-s}}}},
und für {\displaystyle \chi =\chi _{1}}, den Hauptcharakter modulo {\displaystyle k}, gilt:
{\displaystyle L(s,\chi _{1})=\prod _{p|k}(1-p^{-s})\cdot \zeta (s).}
Die L-Reihen verallgemeinern die Riemannsche Zetafunktion. Über die Nullstellen von L-Reihen gibt es die bis heute unbewiesene verallgemeinerte Riemannsche Vermutung.
Hecke gab eine Verallgemeinerung an mit Größencharakteren statt Dirichlet-Charakteren (auch Hecke-L-Reihe genannt, siehe aber unten für eine weitere Definition).

### Dirichletreihe der Mangoldt-Funktion
Die von Mangoldtsche Funktion {\displaystyle \Lambda (n)} spielt eine Rolle beim Beweis des Primzahlsatzes. Diese zahlentheoretische Funktion ist definiert als
{\displaystyle \Lambda (n)={\begin{cases}\log {p}&{\text{falls}}\ n=p^{m},\ p{\text{ prim}},\ m\in \mathbb {N} \\0&{\text{sonst,}}\end{cases}}},
die von ihr erzeugte Dirichletreihe lässt sich durch die Zeta-Funktion ausdrücken:
{\displaystyle -\sum _{n=1}^{\infty }{\frac {\Lambda (n)}{n^{s}}}={\frac {\zeta '(s)}{\zeta (s)}}}.

### Dirichletsche Lambda-Funktion
Die Dirichletsche Lambda-Funktion ist die L-Reihe, die durch
{\displaystyle \lambda (s)=\sum _{n=0}^{\infty }{\frac {1}{(2n+1)^{s}}};\;s\neq 1} definiert wird.
Sie lässt sich durch die Riemannsche Zeta-Funktion darstellen als
{\displaystyle \lambda (s)=(1-2^{-s})\cdot \zeta (s).}
Sie kann in geschlossener Form an den Stellen berechnet werden, an denen dies für die Zeta-Funktion möglich ist, das heißt für gerade positive Zahlen {\displaystyle s\in 2\mathbb {N} .}
Es besteht folgender Zusammenhang mit der Dirichletschen Eta-Funktion:
{\displaystyle {\frac {\zeta (s)}{2^{s}}}={\frac {\lambda (s)}{2^{s}-1}}={\frac {\eta (s)}{2^{s}-2}}.}
Zur Ermittlung der Dirichletschen Lambdafunktionswerte von geraden Zahlen dient auch folgende Formel:
{\displaystyle \lambda (2n+2)={\frac {1}{n}}\sum _{m=1}^{n}\eta (2m)\lambda (2n+2-2m)}
Beispielsweise gilt:
{\displaystyle \lambda (4)=\eta (2)\lambda (2)={\frac {\pi ^{2}}{12}}\,{\frac {\pi ^{2}}{8}}={\frac {\pi ^{4}}{96}}}
{\displaystyle \lambda (6)={\frac {1}{2}}{\bigl [}\eta (2)\lambda (4)+\eta (4)\lambda (2){\bigr ]}={\frac {1}{2}}\left({\frac {\pi ^{2}}{12}}\,{\frac {\pi ^{4}}{96}}+{\frac {7\pi ^{4}}{720}}{\frac {\pi ^{2}}{8}}\right)={\frac {\pi ^{6}}{960}}}
{\displaystyle \lambda (8)={\frac {1}{3}}\left[\eta (2)\lambda (6)+\eta (4)\lambda (4)+\eta (6)\lambda (2)\right]={\frac {1}{3}}\left({\frac {\pi ^{2}}{12}}\,{\frac {\pi ^{6}}{960}}+{\frac {7\pi ^{4}}{720}}{\frac {\pi ^{4}}{96}}+{\frac {31\pi ^{6}}{30240}}{\frac {\pi ^{2}}{8}}\right)={\frac {17\pi ^{8}}{161280}}}

### Dirichletreihe der Eulerschenφ-Funktion
Die Eulersche φ-Funktion ist multiplikativ mit
{\displaystyle \varphi (p^{k})=p^{k}-p^{k-1}} für {\displaystyle k\geq 1}.
Das Eulerprodukt der von ihr erzeugten Dirichletreihe ist
{\displaystyle \sum _{n=1}^{\infty }{\frac {\varphi (n)}{n^{s}}}=\prod _{p{\text{ prim}}}{\frac {1-p^{-s}}{1-p^{1-s}}}={\frac {\zeta (s-1)}{\zeta (s)}}}.

### Dirichletreihe der verallgemeinerten Teilersummenfunktion
Die verallgemeinerte Teilersummenfunktion {\displaystyle \sigma _{k}(n)} ist multiplikativ und
für Primzahlpotenzen ist
{\displaystyle \sigma _{k}(p^{m})={\frac {1-p^{k(m+1)}}{1-p^{k}}}}.
Daher hat die Dirichletreihe von {\displaystyle \sigma _{k}} die Eulerproduktdarstellung:
{\displaystyle \sum _{n=1}^{\infty }{\frac {\sigma _{k}(n)}{n^{s}}}=\prod _{p{\text{ prim}}}{\frac {1}{(1-p^{-s})(1-p^{k-s})}}=\zeta (s)\zeta (s-k).}

### Dirichletreihen und Modulformen
Erich Hecke fand einen Zusammenhang (Hecke-Korrespondenz) von Dirichletreihen, die bestimmte Eulerprodukt- und Funktionalgleichungen erfüllen, und Modulformen, siehe Hecke-Operator. Die von ihm definierten Hecke-L-Reihen werden mit den Fourierkoeffizienten der Modulformen gebildet. Diese sind aber zu unterscheiden von den mit Größencharakteren nach Hecke ähnlich Dirichlet-L-Reihen gebildeten Dirichletreihen, die auch Hecke-L-Reihen genannt werden.

## Faltung
Die Faltung {\displaystyle (f*g)(n):=\sum _{d|n}f(d)g(n/d)} zweier zahlentheoretischer Funktionen induziert einen formalen Ringhomomorphismus vom Ring der zahlentheoretischen Funktionen in den Ring der formalen Dirichlet-Reihen via
{\displaystyle D_{f*g}=D_{f}\cdot D_{g},}
wobei {\displaystyle D_{f},D_{g}} die zu {\displaystyle f,g} gehörigen Dirichlet-Reihen bezeichnen.

### Beispiel
Man findet beispielsweise die Relation:
{\displaystyle \zeta (s)^{2}=\sum _{n=1}^{\infty }{\frac {d(n)}{n^{s}}}=1+{\frac {2}{2^{s}}}+{\frac {2}{3^{s}}}+{\frac {3}{4^{s}}}+{\frac {2}{5^{s}}}+{\frac {4}{6^{s}}}+{\frac {2}{7^{s}}}+\ldots ,}
wobei {\displaystyle d(n)} die Teileranzahlfunktion darstellt, die zählt, wie viele natürliche Teiler eine Zahl {\displaystyle n} besitzt. Zu diesem Ergebnis gelangt man durch systematisches Ausmultiplizieren des Quadrates der Dirichlet-Reihe der Zeta-Funktion. Da es sich dabei um das Produkt zweier (konvergenter) Dirichlet-Reihen handelt, kann es, wie oben beschrieben, wiederum über eine Dirichlet-Reihe dargestellt werden.
{\displaystyle \zeta (s)^{2}=\left(\sum _{n=1}^{\infty }{\frac {1}{n^{s}}}\right)^{2}=\left(\sum _{n=1}^{\infty }{\frac {1}{n^{s}}}\right)\cdot \left(\sum _{k=1}^{\infty }{\frac {1}{k^{s}}}\right)=\sum _{n=1}^{\infty }\sum _{k=1}^{\infty }{\frac {1}{n^{s}}}\cdot {\frac {1}{k^{s}}}=\sum _{n=1}^{\infty }\sum _{k=1}^{\infty }{\frac {1}{(n\cdot k)^{s}}}=\sum _{m=1}^{\infty }{\frac {d(m)}{m^{s}}}}
Die aus dieser Faltung erzeugte Dirichlet-Reihe hat nun eine neue zahlentheoretische Funktion, die als {\displaystyle d(m)} bezeichnet wird. Der Summenindex wird als {\displaystyle m} gewählt, um Verwechslungen zu vermeiden. Der vorletzte Schritt der Auswertung zeigt nun, dass man den Wert von {\displaystyle d(m)} über die Anzahl aller natürlichen Zahlenpaare {\displaystyle (n,k)} gewinnen kann, für die {\displaystyle n\cdot k=m} gilt. Somit reduziert sich die Frage nach dem Wert von {\displaystyle d(m)} darauf, wie viele Teiler die betroffene Zahl {\displaystyle m} besitzt.